# Амарилло
Амарилло (англ. Amarillo) — місто (англ. city) в США, адміністративний центр округу Поттер, частково знаходиться в окрузі Рендалл на північному заході штату Техас. Населення — 190 695 осіб (2010; 14-е у Техасі). Амарилло знаходиться на кордоні Ллано-Естакадо.
Прізвисько міста: «Жовта троянда Техасу» за назвою міста іспанською мовою.
Середньодобова температура липня +26 °C й січня — +2 °C. Щорічні опади — 501 мм з піком на травень-серпень місяці. Амарилло розташоване у західній частині алеї торнадо й є третім у ЗДА найвітряним містом.
Початково місто називалося Онеїда.
Розвинулося у крайовий торговий центр скотарства й 19 сторіччі за допомогою залізниці у Форт-Ворт й у Денвер.
Амарилло є економічним центром для Техаського виступу, східного Нью-Мексико й Оклахомського виступу. Місто є найбільшим за продукцією спакованого м'яса. Тут розташований V-22 Osprey гібридних літаків збиральний завод. Pantex — єдиний збірний/розбірний завод атомної зброї.
Кадиллак ранчо та Великого техаського стейку ранчо є туристичними привабливостями міста.

## Географія
Амарилло розташоване за координатами 35°11′52″ пн. ш. 101°49′43″ зх. д. / 35.19778° пн. ш. 101.82861° зх. д. (35.197839, -101.828746). За даними Бюро перепису населення США в 2010 році місто мало площу 262,01 км², з яких 257,64 км² — суходіл та 4,37 км² — водойми.

### Клімат
| Клімат : Амарилло                                                          | Клімат : Амарилло | Клімат : Амарилло | Клімат : Амарилло | Клімат : Амарилло | Клімат : Амарилло | Клімат : Амарилло | Клімат : Амарилло | Клімат : Амарилло | Клімат : Амарилло | Клімат : Амарилло | Клімат : Амарилло | Клімат : Амарилло | Клімат : Амарилло |
| Показник                                                                   | Січ.              | Лют.              | Бер.              | Квіт.             | Трав.             | Черв.             | Лип.              | Серп.             | Вер.              | Жовт.             | Лист.             | Груд.             | Рік               |
| Абсолютний максимум, °C                                                    | 28,3              | 31,7              | 35,6              | 37,2              | 40,0              | 43,9              | 42,2              | 41,7              | 39,4              | 37,2              | 30,6              | 28,3              | 43,9              |
| Середній максимум, °C                                                      | 10,3              | 12,3              | 16,9              | 21,7              | 26,4              | 30,9              | 33,0              | 31,9              | 28,1              | 22,2              | 15,6              | 9,8               | 21,7              |
| Середня температура, °C                                                    | 2,8               | 4,6               | 8,8               | 13,5              | 18,7              | 23,6              | 25,7              | 24,9              | 20,8              | 14,6              | 7,9               | 2,7               | 14,1              |
| Середній мінімум, °C                                                       | −4,8              | −3,1              | 0,7               | 5,3               | 11,0              | 16,1              | 18,4              | 17,9              | 13,6              | 7,1               | 0,3               | −4,4              | 6,6               |
| Абсолютний мінімум, °C                                                     | −23,9             | −26,7             | −19,4             | −10,6             | −3,3              | 3,3               | 10,6              | 8,9               | −1,1              | −11,1             | −17,8             | −22,2             | −26,7             |
| Середня кількість сонячних годин на місяць                                 | 222,1             | 215,2             | 268,7             | 301,1             | 325,1             | 343,0             | 353,6             | 323,5             | 264,5             | 266,4             | 211,5             | 201,5             | 3296,2            |
| Норма опадів, мм                                                           | 18                | 14                | 35                | 36                | 58                | 80                | 72                | 74                | 49                | 42                | 20                | 18                | 516               |
| Днів з опадами                                                             | 3,9               | 4,3               | 6,0               | 5,6               | 7,7               | 8,5               | 7,2               | 8,2               | 6,3               | 5,3               | 4,0               | 4,7               | 71,7              |
| Днів зі снігом                                                             | 2,6               | 2,3               | 1,9               | 0,4               | 0                 | 0                 | 0                 | 0                 | 0                 | 0,1               | 1,1               | 2,8               | 11,1              |
| Вологість повітря, %                                                       | 58.1              | 58.5              | 51.7              | 48.3              | 54.2              | 56.3              | 53.3              | 58.4              | 61.0              | 55.9              | 58.6              | 59.1              | 56.1              |
| -------------------------------------------------------------------------- | ----------------- | ----------------- | ----------------- | ----------------- | ----------------- | ----------------- | ----------------- | ----------------- | ----------------- | ----------------- | ----------------- | ----------------- | ----------------- |
| Джерело: NOAA (extremes 1892–present, sun and relative humidity 1961–1990) |                   |                   |                   |                   |                   |                   |                   |                   |                   |                   |                   |                   |                   |

## Демографія
Згідно з переписом 2010 року, у місті мешкало 190 695 осіб у 73 918 домогосподарствах у складі 49 170 родин. Густота населення становила 728 осіб/км². Було 80298 помешкань (306/км²).
Расовий склад населення:
| - 77,0 % — білих - 6,6 % — чорних або афроамериканців - 3,2 % — азіатів - 0,8 % — корінних американців - 9,4 % — осіб інших рас |

До двох чи більше рас належало 2,9 %. Частка іспаномовних становила 28,8 % від усіх жителів.
За віковим діапазоном населення розподілялося таким чином: 27,5 % — особи молодші 18 років, 60,5 % — особи у віці 18—64 років, 12,0 % — особи у віці 65 років та старші. Медіана віку мешканця становила 33,4 року. На 100 осіб жіночої статі у місті припадало 94,1 чоловіків; на 100 жінок у віці від 18 років та старших — 90,7 чоловіків також старших 18 років.
Середній дохід на одне домашнє господарство становив 64 372 долари США (медіана — 47 735), а середній дохід на одну сім'ю — 74 932 долари (медіана — 57 976). Медіана доходів становила 42 430 доларів для чоловіків та 32 281 долар для жінок. За межею бідності перебувало 17,0 % осіб, у тому числі 24,8 % дітей у віці до 18 років та 9,1 % осіб у віці 65 років та старших.
Цивільне працевлаштоване населення становило 95 135 осіб. Основні галузі зайнятості: освіта, охорона здоров'я та соціальна допомога — 22,4 %, роздрібна торгівля — 12,3 %, мистецтво, розваги та відпочинок — 10,4 %, виробництво — 10,2 %.

## Персоналії
- Сід Чарісс (1922—2008) — американська балерина, акторка театру та кіно.